# Вулиця Смаглія (Черкаси)
Ву́лиця Смаглія́ — вулиця в Черкасах.

## Розташування
Вулиця починається від вулиці Онопрієнка і простягається на північ, впирається у вулицю Олексія Панченка.

## Опис
Вулиця неширока, повністю асфальтована.

## Походження назви
Вулиця була утворена 1972 року і названа на честь Олексія Смаглія, уродженця міста Черкаси, героя Аврори.

## Будівлі
По вулиці розташовані багатоповерхівки та Черкаське вище професійне училище імені Героя Радянського Союзу Г. Ф. Короленка.